# Literatura do Reino Unido

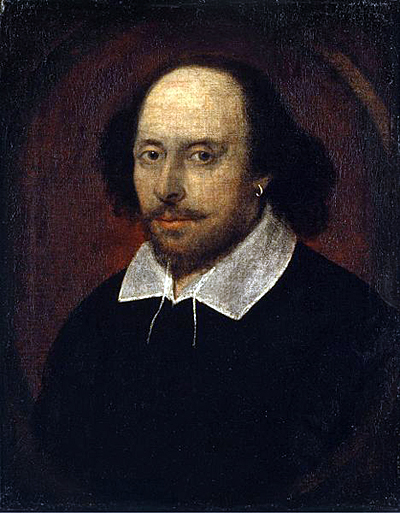
O Retrato de Chandos, que acredita-se ser William Shakespeare.

A literatura britânica refere-se à literatura associada com Reino Unido, Ilha de Man e Ilhas do Canal. A maior parte da literatura britânica está escrita em inglês. Em 2005, cerca de 206 mil livros foram publicados no país e em 2006 a nação foi a maior editora de livros do mundo.
O dramaturgo e poeta inglês William Shakespeare é amplamente considerado como o maior dramaturgo de todos os tempos, e seus contemporâneos Christopher Marlowe e Ben Jonson também foram tidos em alta estima contínua. Mais recentemente, os dramaturgos Alan Ayckbourn, Harold Pinter, Michael Frayn, Tom Stoppard e David Edgar combinaram elementos do surrealismo, realismo e radicalismo. Notáveis escritores ingleses pré-modernos e modernos incluem Geoffrey Chaucer (século XIV), Thomas Malory (século XV), Sir Thomas More (século XVI), John Bunyan (século XVII) e John Milton (século XVII). No século XVIII, Daniel Defoe (autor de Robinson Crusoé) e Samuel Richardson foram os pioneiros do romance moderno. No século XIX, seguiu-se outra inovação por Jane Austen, a escritora gótica Mary Shelley, o escritor infantil Lewis Carroll, as irmãs Brontë, o ativista social Charles Dickens, o naturalista Thomas Hardy, o realista George Eliot, o poeta visionário William Blake e o poeta romântico William Wordsworth. Escritores ingleses do século XX incluem o romancista de ficção científica H. G. Wells; os escritores clássicos infantis Rudyard Kipling, A. A. Milne (o criador de Ursinho Pooh), Roald Dahl e Enid Blyton; o controverso D. H. Lawrence, a modernista Virginia Woolf;o satirista Evelyn Waugh; o romancista profético George Orwell; os romancistas populares W. Somerset Maugham e Graham Greene; a escritora de policiais Agatha Christie (a romancista best-seller de todos os tempos); Ian Fleming (o criador de James Bond); os poetas T. S. Eliot, Philip Larkin e Ted Hughes; os escritos de fantasia de J. R. R. Tolkien, C. S. Lewis e J. K. Rowling; o romancista gráfico Alan Moore, cujo romance Watchmen é frequentemente citado pelos críticos como a melhor e mais bem vendida romance gráfico já publicada.

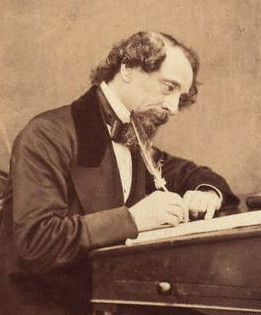
Uma fotografia do romancista vitoriano Charles Dickens

A literatura escocesa inclui o escritor Arthur Conan Doyle (criador de Sherlock Holmes), a literatura romântica de Sir Walter Scott, o escritor infantil J. M. Barrie, as aventuras épicas de Robert Louis Stevenson e o célebre poeta Robert Burns. Mais recentemente, o modernista e nacionalista Hugh MacDiarmid e Neil M. Gunn contribuíram para a "renascença literária  escocesa". A perspectiva mais sombria é encontrada em histórias de Ian Rankin e no horror psicológico horror/comédia de Iain Banks. A capital da Escócia, Edimburgo, foi a primeira cidade Cidade da Literatura da UNESCO.
O mais antigo poema britânico conhecido, Y Gododdin, foi composto em Hen Ogledd (O Antigo Norte), muito provavelmente no final do século VI. Ele foi escrito em cúmbrico ou galês antigo e contém a mais antiga referência conhecida ao Rei Arthur. Por volta do século VII, a conexão entre o País de Gales e o Antigo Norte foi perdida e o foco da cultura em língua galesa deslocou-se para Gales, onde a lenda arturiana foi desenvolvida por Geoffrey de Monmouth. O poeta do galês medieval mais célebre, Dafydd ap Gwilym (1320 -1370), fazia poesia baseado em temas como natureza, religião e, principalmente, o amor. Ele é amplamente considerado como um dos maiores poetas europeus de sua época. Até o final do século XIX, a maioria da literatura galesa foi escrita em galês e muito da prosa era de caráter religioso. Daniel Owen é creditado como o primeiro escritor de língua galesa e publicou Rhys Lewis em 1885. Ambos dos mais conhecidos dos poetas anglo-galeses chamam-se Thomas. Dylan Thomas tornou-se famoso em ambos os lados do Atlântico em meados do século XX. Ele é lembrado por sua poesia e é um dos mais citados dísticos de versos no idioma inglês. R. S. Thomas, um influente nacionalista galês e "poeta-padre" da igreja no País de Gales, foi indicado ao Prêmio Nobel de Literatura em 1996. Os principais romancistas galeses do século XX incluem Richard Llewellyn e Kate Roberts.

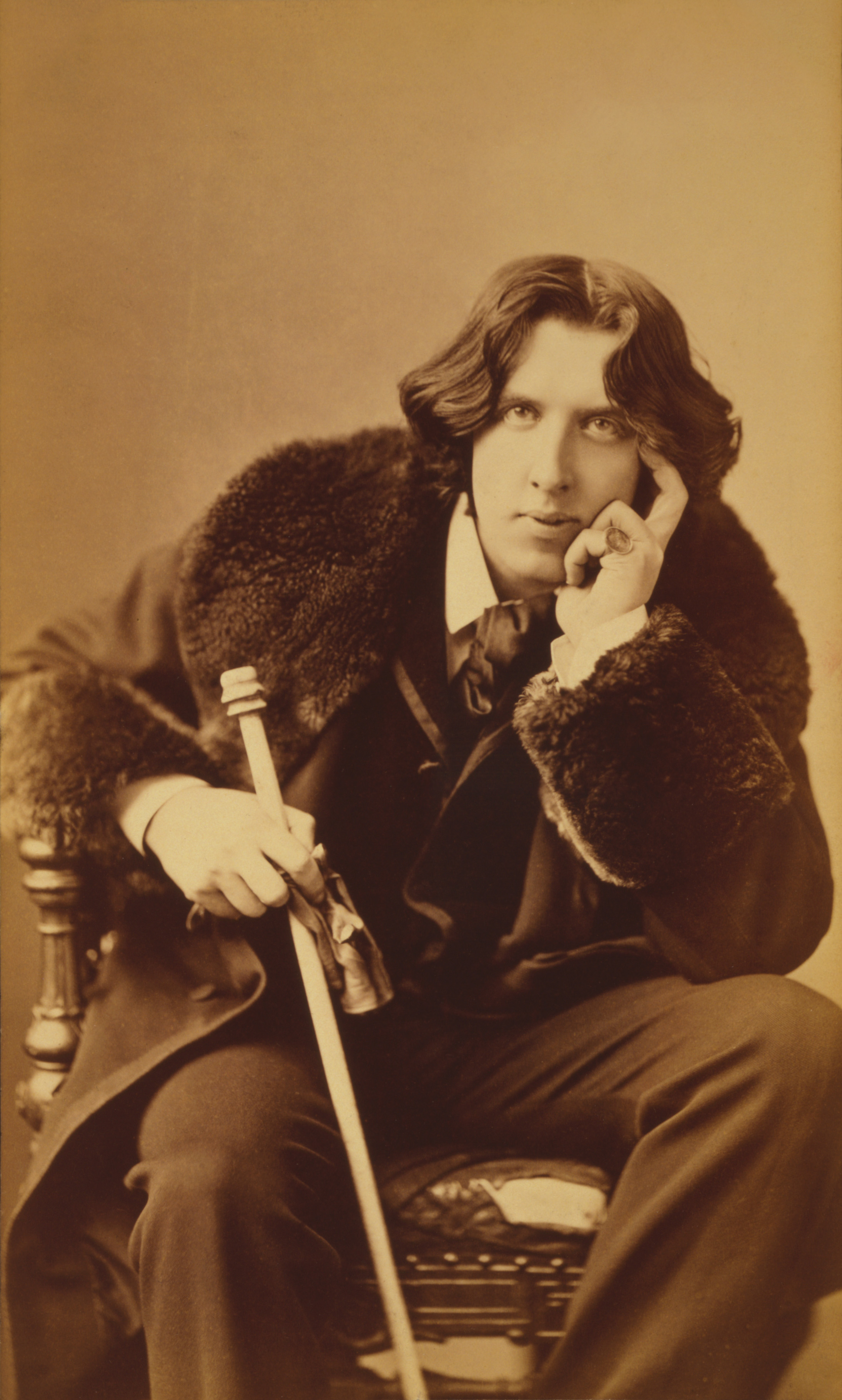
Oscar Wilde.

Autores de outras nacionalidades, principalmente de países da Commonwealth, como a República da Irlanda e os Estados Unidos, viveram e trabalharam no Reino Unido. Entre os exemplos significativos através dos séculos estão Jonathan Swift, Oscar Wilde, Bram Stoker, George Bernard Shaw, Joseph Conrad, T. S. Eliot, Ezra Pound e, mais recentemente, autores britânicos nascidos no estrangeiro, como Kazuo Ishiguro e Sir Salman Rushdie.